# 牯岭美国学堂
牯岭美国学堂（Kuling American School），位于中国江西省九江市庐山东谷别墅区的中九路402、404号。

## 历史
牯岭美国学堂由美国圣公会、美北长老会和基督会等创办于1916年9月4日，在其存在三十余年的历史中，先后共招收过外侨子弟2000余人。该校设备完善、管理严格、教学水平高，在长江流域声誉颇高。
1927年，北伐军占领长江流域后，牯岭美国学堂一度停办。1931年恢复开办，由厦门同文学校校长罗伊•奥尔古德出任校长。
1938年7月，日军围攻庐山，在华外侨大批撤离，学校停课，校长罗伊•奥尔古德留山护校。1939年初庐山沦陷，他保护了大批中国平民。
1947年，由于北方政局变化，内地会买下江西牯岭美国学校的四层大楼的校舍，将原在山东烟台的芝罘学校迁到那里。牯岭美国学堂于1951年停办。

## 建筑
1921年，牯岭美国学堂建成四层主楼，都铎式建筑，建筑面积1481平方米，1936年建成宿舍楼，建筑面积1162平方米。
牯岭美国学堂的建筑保存完好，已改为颐元宾馆接待游客。1987年4月13日由庐山风景名胜区管理局列为庐山文物保护单位。

## 校长
- 罗伊•奥尔古德（Roy Algood），1931-，原任厦门同文学校校长，其子吉米•奥尔古德参加美国援华空军，1945年7月阵亡